# Campsicnemus pilitarsis
Campsicnemus pilitarsis är en tvåvingeart som beskrevs av Negrobov och Zlobin 1978. Campsicnemus pilitarsis ingår i släktet Campsicnemus och familjen styltflugor.
Artens utbredningsområde är Tadzjikistan. Inga underarter finns listade i Catalogue of Life.